# Derrick James
Derrick Rafael James Colón (n. San Juan, Puerto Rico; 11 de octubre de 1983) es un actor y modelo puertorriqueño conocido por haber interpretado a Santos Echagüe en la famosa telenovela mexicana Rebelde. Actualmente colabora en Sunsail, empresa fundada por su padre de origen puertorriqueño, Arturo Adriel James, y su socio Guillermo Froilan Tevetoğlu, de origen alemán y padre del famoso cantante Tarkan.

## Biografía
Derrick James nació en San Juan, Puerto Rico. Hijo de padre italiano y madre puertorriqueña, es uno de los 2 hijos del matrimonio. 
En el año 2004 congeló sus estudios de Veterinaria en Estados Unidos, que más tarde logró terminar. Compaginó sus estudios con trabajos como modelo en comerciales, revistas y pasarelas internacionales. Más tarde emigró a la Ciudad de México en donde le surgió la invitación de asistir al CEA (Centro de Educación Artística de Televisa) en dicho país. A meses de empezar el CEA fue llamado para actuar en la telenovela Rebelde como coprotagonista, luego logró culminar sus estudios entre telenovelas.

## Carrera
Su primer papel como actor fue en la segunda temporada de Rebelde, una adaptación de la telenovela argentina Rebelde Way, donde interpretó el personaje de Santos Echagüe.
El boricua interpretó el papel de Marcus Von Ferdinand en Lola, érase una vez, que se estrenó el 26 de febrero de 2007, producida por Televisa y emitida al aire por el Canal 5 y al resto de Latinoamérica por El canal de las Estrellas.
En 2008 entra a formar parte del elenco de Al diablo con los guapos, producida por Televisa, dando vida a Ramsés.

## Telenovelas
- Nicky Jam, el Ganador (2019)
- Vino el amor (2016) como el agente McAllen.
- Amo despertar contigo (2016) como Rocco.
- Al diablo con los guapos (2007-2008) como Ramses.
- Lola, érase una vez (2007-2008) como Marcus Von Ferdinand.
- Rebelde (2005-2006) como Santos Echagüe.